# Gonzalo Ortiz
Gonzalo Guillermo Ortiz Díaz (6 dicembre 1975) è un ex cestista panamense.

## Carriera
Con Panama ha disputato due edizioni dei Campionati americani (1999, 2001).